# Alan Paul

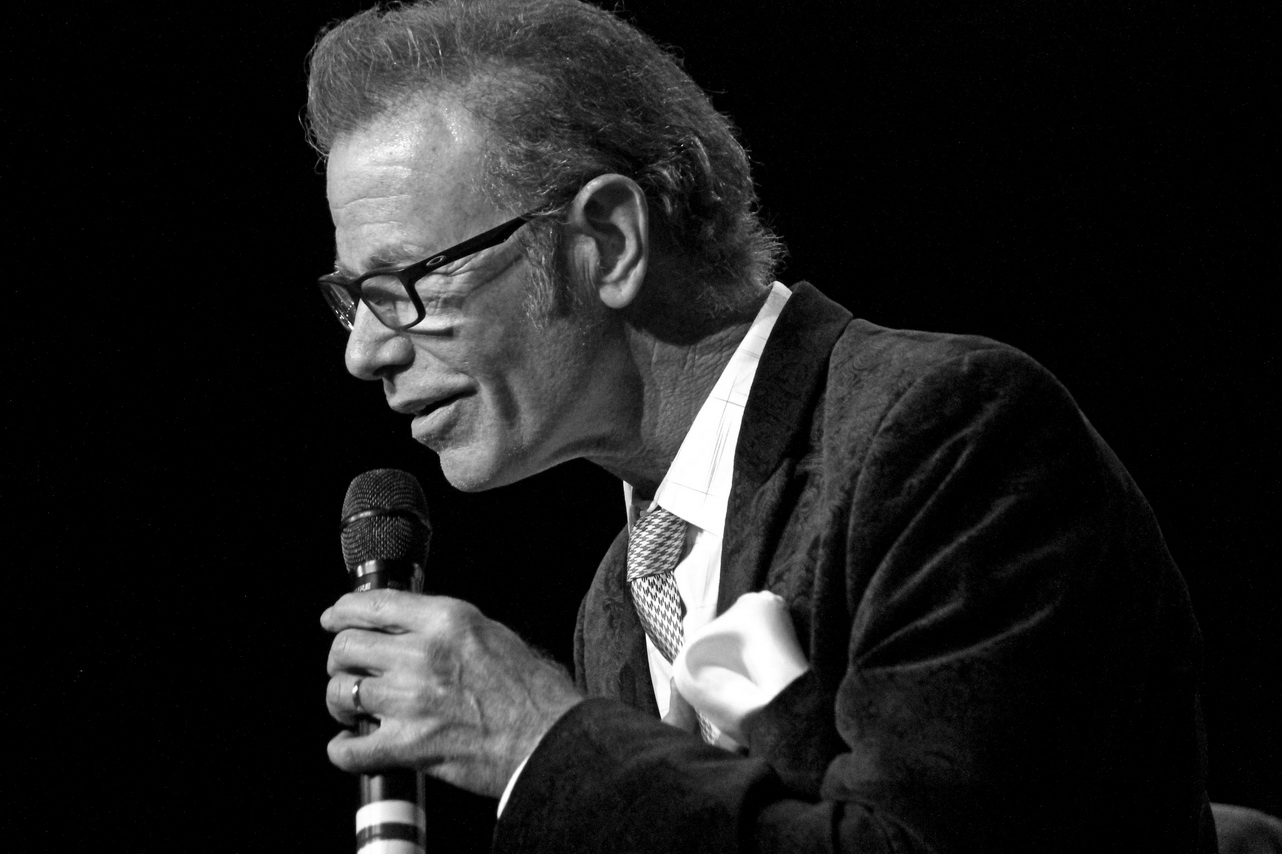
Alan Paul 2017 beim Jazzfestival St. Ingbert

Alan Paul (* 23. November 1949 in Newark, New Jersey) ist ein US-amerikanischer Sänger, Komponist und Arrangeur und bekannt als Mitglied der Vokalgruppe The Manhattan Transfer.

## Leben und Schaffen
Alan Paul wuchs in einer musikalischen Familie auf. Schon im Alter von neun Jahren gewann er einen staatlichen Gesangswettbewerb mit über 500 Teilnehmern. Durch den Gewinn kam er in Kontakt mit Charlie Lowe, bei dem er Unterricht in Gesang nahm. Als Kind spielte er in der originalen Broadway-Fassung von Oliver! mit.
Nach der Highschool begann Alan ein Studium an der Kean University, das er mit dem Bachelor in Musikerziehung abschloss. Nach dem Studium konzentrierte er sich weiter auf seine Karriere als Entertainer. Seine nächste große Rolle war die von Teen Angel und Johnny Casino in der ursprünglichen Broadway-Fassung von Grease.
Im Jahr 1972 kam er in Kontakt mit Tim Hauser, der ihn überzeugte, Mitglied in der neu formierten Vokalgruppe The Manhattan Transfer zu werden. Mit The Manhattan Transfer wurde er insgesamt zehnmal mit dem Grammy ausgezeichnet. Seine Kompositionen Twilight Zone/Twilight Tone und Code Of Ethics sowie seine Gesangs-Arrangements für The Boy From NYC und Rays Rockhouse wurden viermal für den Grammy nominiert.
Neben seinem Engagement bei The Manhattan Transfer baute er eine Solokarriere auf. So trat er beispielsweise mit Gruppen wie dem Bill Elliott Swing Orchestra auf. Im Jahr 2003 veröffentlichte er eine Solo-CD Another Place and Time.